# Challenger Series - Newport Beach 2019
Lo Challenger Series - Newport Beach 2019, note come Oracle Challenger Series - Newport Beach 2019 per motivi di sponsorizzazione, sono state un torneo di tennis giocato su campi in cemento all'aperto. È stata la seconda edizione del torneo, che faceva parte del WTA Challenger Tour 2019 femminile e dell'ATP Challenger Tour maschile. Il torneo si è giocato a Newport Beach dal 21 al 27 gennaio 2019.

## Partecipanti ATP Challenger

### Teste di serie
| Nazionalità   | Giocatrice          | Ranking* | Testa di serie |
| ------------- | ------------------- | -------- | -------------- |
| Stati Uniti   | Taylor Fritz        | 50       | 1              |
| Stati Uniti   | Bradley Klahn       | 78       | 2              |
| Stati Uniti   | Mackenzie McDonald  | 81       | 3              |
| Italia        | Paolo Lorenzi       | 116      | 4              |
| Canada        | Peter Polansky      | 118      | 5              |
| Taipei cinese | Jason Jung          | 120      | 6              |
| Serbia        | Miomir Kecmanović   | 125      | 7              |
| Stati Uniti   | Bjorn Fratangelo    | 133      | 8              |
| Stati Uniti   | Noah Rubin          | 140      | 9              |
| Germania      | Dominik Köpfer      | 160      | 10             |
| Stati Uniti   | Christopher Eubanks | 170      | 11             |
| Barbados      | Darian King         | 171      | 12             |
| Ecuador       | Roberto Quiroz      | 181      | 13             |
| Stati Uniti   | Ernesto Escobedo    | 190      | 14             |
| Stati Uniti   | Tommy Paul          | 194      | 15             |
| Canada        | Brayden Schnur      | 196      | 16             |

* Ranking al 14 gennaio 2019.

### Altri partecipanti
I seguenti giocatori hanno ricevuto una wild card per il tabellone principale:
- Ulises Blanch
- Taylor Fritz
- Marcos Giron
- Patrick Kypson
- Roy Smith

Il seguente giocatore è entrato nel tabellone principale come alternate:
- Collin Altamirano

I seguenti giocatori sono passati dalle qualificazioni:
- Maxime Cressy
- Evan Song

Il seguente giocatore è entrato nel tabellone principale come lucky loser:
- Alafia Ayeni

## Partecipanti WTA

### Teste di serie
| Nazionalità | Giocatrice        | Ranking* | Testa di serie |
| ----------- | ----------------- | -------- | -------------- |
| Svezia      | Rebecca Peterson  | 64       | 1              |
| Germania    | Tatjana Maria     | 74       | 2              |
| Canada      | Eugenie Bouchard  | 79       | 3              |
| Stati Uniti | Madison Brengle   | 88       | 4              |
| Stati Uniti | Taylor Townsend   | 93       | 5              |
| Canada      | Bianca Andreescu  | 106      | 6              |
| Stati Uniti | Jessica Pegula    | 113      | 7              |
| Russia      | Sofya Zhuk        | 119      | 8              |
| Rep. Ceca   | Marie Bouzková    | 121      | 9              |
| Stati Uniti | Sachia Vickery    | 123      | 10             |
| Belgio      | Yanina Wickmayer  | 126      | 11             |
| Stati Uniti | Nicole Gibbs      | 127      | 12             |
| Giappone    | Misaki Doi        | 133      | 13             |
| Stati Uniti | Claire Liu        | 138      | 14             |
| Stati Uniti | Varvara Lepchenko | 140      | 15             |
| Svizzera    | Jil Teichmann     | 148      | 16             |

* Ranking al 14 gennaio 2019.

### Altre partecipanti
Le seguenti giocatrici hanno ricevuto una wild card per il tabellone principale:
- Hanna Chang
- Haley Giavara
- Elizabeth Halbauer
- Maegan Manasse

Le seguenti giocatrici sono passate dalle qualificazioni:
- Giuliana Olmos
- Katie Volynets

La seguente giocatrice è entrata in tabellone come alternate:
- Anna Danilina

## Campioni

### Singolare maschile
Taylor Fritz ha sconfitto in finale  Brayden Schnur con il punteggio di 7–6(7), 6–4.

### Singolare femminile
Bianca Andreescu ha sconfitto in finale  Jessica Pegula con il punteggio di 0–6, 6–4, 6–2.

### Doppio maschile
Robert Galloway /  Nathaniel Lammons hanno sconfitto in finale  Romain Arneodo /  Andrėj Vasileŭski col punteggio di 7–5, 7–6(1).

### Doppio femminile
Hayley Carter /  Ena Shibahara hanno sconfitto in finale  Taylor Townsend /  Yanina Wickmayer col punteggio di 6–3, 7–6(1).